# Zhang Ye
Zhang Ye (tradicional: 張也, simplificat: 张也, pinyin: Zhāng Yĕ) és una soprano xinesa.
Zhang Ye accedí amb 14 anys a l'Escola d'Art de la província de Hunan, on estudià òpera tradicional xinesa, i l'any 1991 es llicencià en Música Vocal a l'Institut de Música de la Xina, on va rebre classes del cèlebre professor Jin Tielin. L'any 1995, Zhang Ye finalitzà un màster en Música Vocal i actualment exerceix com a professora del departament de Música Vocal de l'Institut de Música de la Xina.
Zhang Ye és especialista en música de minories ètniques de la xina. Ha sigut l'encarregada de produir l'òpera "Tang Bohu yu Shen Jiuniang" (en què també interpretà el personatge Shen Jiuniang), ha interpretat el personatge de Han Ying a l'òpera "Honghu chiweidui", i, a més a més, ha sigut la veu dels temes principals de nombroses pel·lícules i sèries de televisió.
Aquesta cantant ha rebut premis en nombroses competicions de cant de diferents estils. L'any 1988 quedà tercera en el gran concurs de joves artistes de tota la Xina que fou retransmès per televisió i aconseguí el primer premi en un concurs dels millors cantants convidats de tot el país. L'any 1995 aconseguí un disc d'or i, gràcies a la cançó "Duo qing dong jiang sui" guanyà el segon premi de la quarta edició del certamen televisiu de la cadena MTV China. A la cinquena edició de la gran competició musical organitzada pel canal CCTV, el tema "Zoujin xin shidai" li feu obtenir el primer premi i el guardó a la millor interpretació.
Entre les obres més representatives d'aquesta artista cal destacar-ne les cançons:
- Enter the New Age (走进新时代)[2]
- Hello, Motherland (祖国你好),
- Everything Goes Well (万事如意),[3]
- Enjoy a Happy Get-together (欢聚一堂)
- Extend Auspicious Wishes (吉祥颂),
- Zoujin xin shidai,
- Zuguo ni hao,
- Wan shi ru yi,
- Qiu ge,
- Renjian tian dang
- Huan ju yi dang
- Ji yang song
- Jin sangzi, entre d'altres.